# اداره کل هنرهای زیبای کشور
اداره کل هنرهای زیبای کشور در بهمن ۱۳۲۹ برای حفظ آثار هنری و تشویق هنرمندان و احیاء و بسط و توسعه و حفظ هنرهای ملی تأسیس شد.
محل اداره کل هنرهای زیبای کشور در بدو تأسیس چند اتاق خشتی در کارگاه کمال‌الملک بود که در اختیار این اداره قرار گرفته بود. این اداره کار خود را با اداره هنرهای ملی که از وزارت اقتصاد مفترغ شده بود و هنرستان‌های عالی موسیقی ملی که از مؤسسات تابعه وزارت فرهنگ بود شروع کرد، و به‌تدریج تا سال ۱۳۴۰ به ایجاد و توسعه کارگاه‌های هنرهای ملی و تأسیس هنرستان‌های هنرهای زیبای پسران و دختران در تهران و تبریز، و هنرستان بالت و موزه مردم‌شناسی، موزه هنرهای ملی، موزه هنرهای تزئینی، موزه آبادان و همچنین تأسیس و اداره کلاس‌های آزاد هنری و ایجاد نمایشگاه‌ها و گروه‌های موسیقی و تئاتر، و تجدید حیات ارکستر سمفونیک تهران پرداخت.